# أرت نابليون
أرت نابليون (بالإنجليزية: Art Napoleon)‏ هو مخرج أمريكي، ولد في 1920، وتوفي في ديسمبر 2003.

## وصلات خارجية
- أرت نابليون على موقع IMDb (الإنجليزية)
- أرت نابليون على موقع قاعدة بيانات الفيلم (الإنجليزية)